# Gaston Mervale
Gaston Mervale (Australia, 1882 – Los Angeles, 24 dicembre 1934) è stato un regista e attore australiano del cinema muto, attivo tra il 1911 e il 1928. Lavorò anche negli Stati Uniti..

## Filmografia

### Regista
- One Hundred Years Ago (1911)
- A Ticket in Tatts (1911)
- The Colleen Bawn (1911)
- A Tale of the Australian Bush (1911)
- Hands Across the Sea  (1912)
- A Daughter of Australia (1912)
- Conn, the Shaughraun (1912)
- The Wreck of the Dunbar or The Yeoman's Wedding (1912)
- The Ticket of Leave Man (1912)
- The Stubbornness of Geraldine (1915)

### Attore
- Where the Heart Calls, regia di Fred E. Wright  (1914)
- Dope, regia di Herman Lieb (1914)
- Warfare in the Skies, regia di Frederick A. Thomson  (1914)
- The Far Paradise, regia di Paulette McDonagh  (1918)
- The Russell Affair, regia di P.J. Ramster  (1928)